# Pietro di Lucedio
Pietro di Lucedio, noto altresì come Pietro di Magnano o Pietro d'Ivrea (Piemonte, XII secolo – 2 settembre 1216) è stato un religioso e patriarca cattolico italiano affiliato all'ordine cistercense.
Fu abate di Rivalta dal 1180 al 1185, abate di Lucedio (come Pietro II) dal 1185 al 1205, abate di La Ferté (come Pietro II) dal 1205 al 1206, vescovo di Ivrea dal 1206 al 1208 e patriarca di Antiochia (come Pietro II) dal 1209 fino alla sua morte.
Pietro aveva una buona reputazione come amministratore e mediatore. Consolidò le proprietà delle sue abbazie e servì diversi papi come giudice delegato pontificio. Era in rapporti particolarmente buoni con papa Innocenzo III, nella cui riforma generale del clero in Lombardia ebbe un ruolo importante. Partecipò alla quarta crociata e alla costituzione dell'Impero latino di Costantinopoli (1201–1205) e alla predicazione della successiva crociata in Lombardia (1208–1209).

## Biografia

### Abate di Rivalta e Lucedio

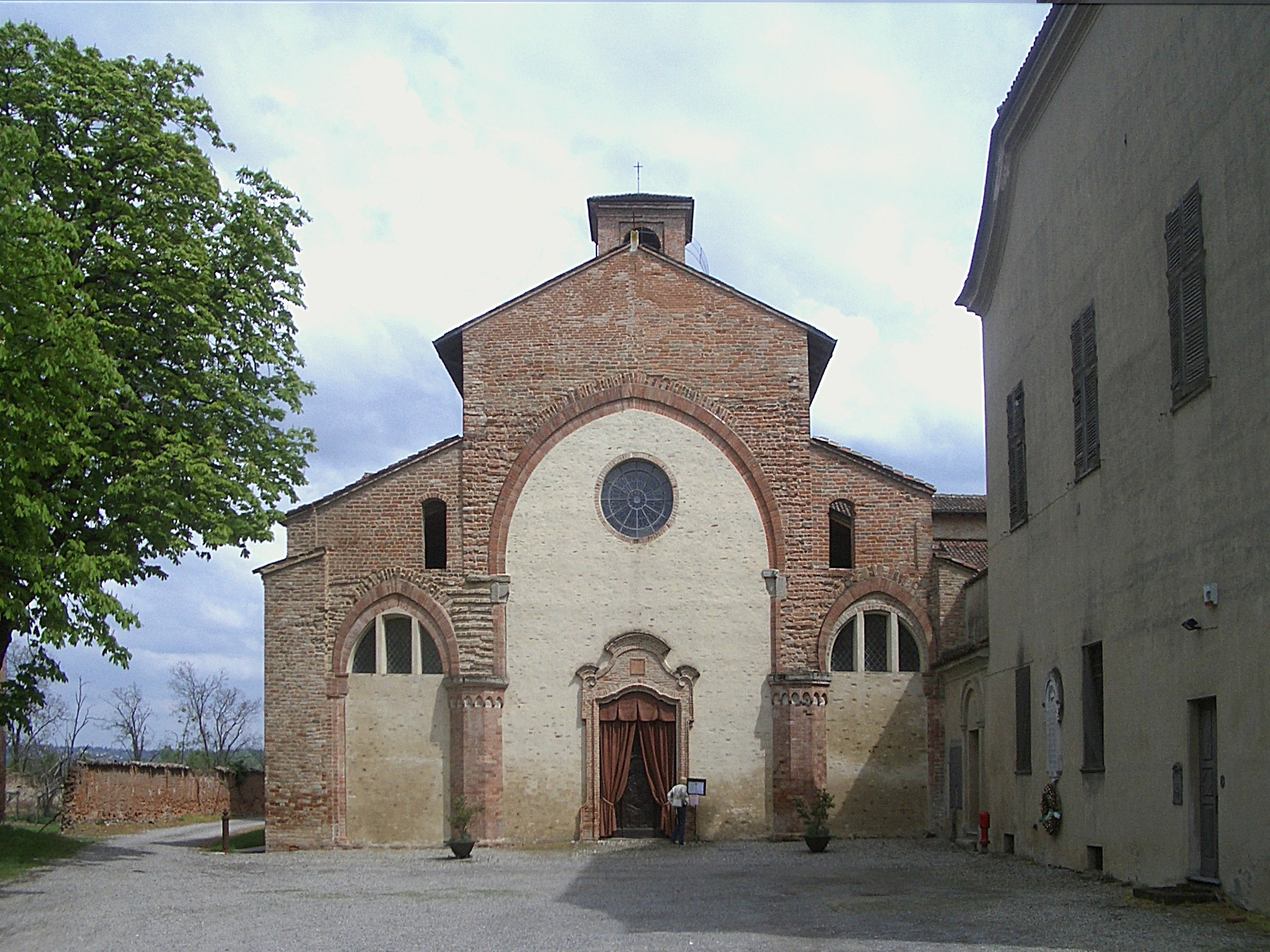
L'abbazia di Rivalta, dove iniziò la carriera di Pietro

Pietro nacque probabilmente intorno al 1140 in una famiglia di feudatari del vescovo di Vercelli legati al comune di Magnano. Aveva un fratello di nome Oberto che era vivo nel 1185. Pietro fu probabilmente istruito nella cattedrale di Vercelli prima di entrare nel monastero cistercense di Santa Maria di Lucedio. Nel gennaio 1180 divenne primo abate di San Giovanni di Rivalta Scrivia, chiesa che divenne - con la nomina di Pietro - casa figlia di Lucedio e soggetta anche al vescovo di Tortona. Durante il suo abbaziato a Rivalta, istituì le grange monastiche di Bassignana, Goide e Isello.
Nel 1185 Pietro tornò a Lucedio come abate. Adottò un programma di consolidamento delle proprietà dell'abbazia. Ottenne privilegi di protezione e conferma dai papi Urbano III (11 gennaio 1186), Clemente III (maggio 1188) e Celestino III (1192). Ottenne un diploma di conferma dall'imperatore Federico Barbarossa (14 febbraio 1186). Nell'aprile 1186 ottenne da Milone, vescovo di Torino, l'esenzione dai pedaggi di Rivoli per i sudditi dell'abbazia. Nel febbraio 1192 ottenne conferma di tale esenzione dal successore di Milone, Arduino. Costruì nel vercellese i feudi di Montarolo, Leri, Ramazzana, Pobietto, Cornale e Gazzo e vinse una contesa di proprietà con il monastero di San Genuario.
Pietro era vicino al marchese Bonifacio I del Monferrato, la cui famiglia, gli Aleramici, aveva fondato Lucedio nel 1124. Nel 1193, quando Bonifacio ebbe bisogno di denaro, Pietro gli concesse un prestito, usando come pegno la foresta che circonda il monastero. Per questo motivo Pietro fu sanzionato dal capitolo generale cistercense. Nel 1194 Bonifacio redasse il suo testamento a Moncalvo alla presenza dell'abate. Lasciò a Lucedio due poderi e i mulini di Trino.
Grazie alle sue capacità di amministratore, Pietro servì più volte come giudice delegato pontificio al fianco del vescovo Alberto di Vercelli negli anni novanta del XII secolo. Il 20 luglio 1191 Alberto e Pietro emisero sentenza favorevole al duomo di Genova contro la chiesa di Santa Maria di Castello. Nel 1196 furono incaricati di dirimere una disputa tra Bonifacio, arcivescovo di Genova, e il suo Capitolo della cattedrale. Il caso si trascinò fino al 1201. Tra il 1195 e il 1198 Alberto e Pietro risolsero una disputa tra il canonico di Oulx e il monastero di San Giusto di Susa in favore del primo. Nel 1196 erano presenti presso una corte imperiale a Mortara.
Papa Innocenzo III fece largo uso di Pietro in Lombardia tra il settembre 1198 e il 1201, spesso senza Alberto da Vercelli al suo fianco. Pietro risolse le controversie tra le diocesi di Pavia e Piacenza nell'aprile 1199 e tra Piacenza e Parma nel maggio dello stesso anno. Con l'abate di San Salvatore di Pavia eseguì una visita canonica al monastero di Bobbio nel novembre-dicembre 1199. Nel 1200, al fianco di Boiamondo, abate di Chiaravalle della Colomba, risolse una disputa di proprietà tra il vescovo di Tortona e gli Umiliati da una parte e i Templari dall'altra. Alla fine del 1200 o all'inizio del 1201, Innocenzo inviò i rappresentanti degli Umiliati a presentare la loro proposta di regola di vita (propositum vitae) a Pietro e Alberto. La loro regola fu approvata nel 1201. In quell'anno arbitrò una controversia tra il monastero di Fruttuaria e la sua dipendenza, San Gemolo di Ganna.

### Quarta crociata
Nella primavera del 1201, Pietro si unì al marchese Bonifacio nella preparazione della quarta crociata. Era con Bonifacio a Soissons in estate, dove il marchese fece formalmente il suo voto di crociato davanti all'esercito francese ivi radunato. Probabilmente accompagnò Bonifacio a Parigi per incontrare anche il re Filippo Augusto. Nel settembre 1201, era a Cîteaux per ottenere il permesso del capitolo generale di andare in crociata con Bonifacio. Lì presumibilmente fece un voto formale di crociato, anche se il verbale dell'assemblea del capitolo generale non lo elencava tra gli abati autorizzati a partecipare alla crociata. Nel maggio 1202 tornò a Lucedio. Andò con Bonifacio a Venezia, dove si radunava l'esercito, e di là a Roma.
Durante la loro assenza, i crociati accettarono di unirsi ai veneziani in un attacco a Zara. Nel settembre 1202, Pietro fu incaricato di riportare una lettera di Innocenzo che vietava l'attacco a Zara. Non è certo se Pietro sia arrivato a Venezia prima dell'imbarco dell'esercito, a Zara prima o durante l'assedio o dopo la resa della città. È stato affermato che abbia deliberatamente trattenuto la lettera dall'esercito, ma questo è improbabile, dal momento che Pietro mantenne la fiducia di Innocenzo III fino alla morte del papa. È più probabile che abbia dato la lettera all'abate Guy di Vaux-de-Cernay a Venezia e che Guy lesse la lettera davanti alla leadership di Zara.
Pietro era con l'esercito che arrivò alle porte di Costantinopoli nel giugno 1203. Da allora fino al marzo 1205 fu raramente lontano da Bonifacio. Con il cardinale Soffredo di Santa Prassede, convinse la nuova moglie greca di Bonifacio, Maria, vedova dell'imperatore Isacco II, a convertirsi alla fede cattolica. In una lettera indirizzata al papa il 25 agosto 1203, l'imperatore Alessio IV dà credito a Pietro, di cui loda lo zelo, come uno dei tanti che lo avevano persuaso a ripristinare la comunione tra le chiese d'oriente e d'occidente.
Dopo l'assassinio di Alessio, Pietro fu scelto per essere uno dei dodici elettori per un nuovo imperatore. Sotto l'influenza veneziana, i dodici scelsero il conte Baldovino IX di Fiandra. Quando Bonifacio andò a conquistare il suo Regno di Tessalonica, Pietro lo seguì. Bonifacio ricompensò Pietro concedendogli il monastero di Cortaiton come dipendenza di Lucedio, ma Pietro fu chiamato da Innocenzo III nel marzo 1205 per mediare tra il re Leone d'Armenia e il conte Boemondo di Tripoli, che si contendevano la successione al Principato di Antiochia.

### Abate di La Ferté e vescovo di Ivrea
Pietro tornò in Europa occidentale nel 1205, dopo aver ricevuto notizia della sua elezione ad abate di La Ferté, casa madre di Lucedio. Non mantenne l'abbazia a lungo, perché fu eletto al vescovado di Ivrea nel febbraio o marzo 1206.  (Secondo altre fonti, sarebbe stato nominato vescovo di Ivrea già nel 1205). Lasciò La Ferté e prese il suo incarico a Ivrea, ma non appena si rese conto della sua precaria situazione economica abbandonò la diocesi senza informare il capitolo della cattedrale, con l'intenzione di ritirarsi in un eremo. Fu raggiunto da una lettera di Innocenzo III, datata 21 ottobre 1206, che lo persuase a tornare. Fu consacrato vescovo tra il 30 dicembre 1206 e l'11 marzo 1207. Allo stesso tempo fu rinominato giudice delegato pontificio.
Come vescovo, Pietro fece da mediatore tra i conti di Biandrate e il comune di Ivrea in merito ad alcuni pedaggi, tutelando al tempo stesso i diritti della diocesi e del suo vecchio monastero, Lucedio, a cui i conti avevano concesso l'esenzione dal pedaggio. Nella primavera del 1207 Innocenzo III lo nominò uno dei "visitatori e provveditori della Lombardia" incaricato di una riforma generale del clero in quella regione. In questa veste, Pietro lavorò con il successore di Alberto a Vercelli, Lotario Rosario, e Gerardo da Sesso, abate di Tiglieto (casa sorella di Lucedio). Insieme imposero sanzioni ai consoli della città di Piacenza per aver esiliato il loro vescovo, Crimerio, per debiti non pagati. Poco prima del marzo 1208, i tre erano ad Albenga per verificare le accuse contro il vescovo Oberto. Nel novembre 1208 tornò a Piacenza con Gerardo e l'arcivescovo Umberto IV di Milano per deporre Crimerio per aver ceduto alle richieste dei consoli. Nel dicembre 1208 Innocenzo incaricò lui e Gerardo di deporre formalmente il vescovo di Albenga. Incaricò anche Pietro, Gerardo e il vescovo Sicardo da Cremona di predicare una nuova crociata in Lombardia, che alla fine divenne la quinta crociata.
Il 28 giugno 1208, Innocenzo III offrì a Pietro la metropolia di Salonicco, di cui però non prese mai possesso, rifiutandola. All'inizio del 1208, Pietro I, patriarca di Antiochia, morì, essendo stato imprigionato da Boemondo durante la disputa sulla successione che Pietro non era stato in grado di risolvere nel 1205. Innocenzo lasciò la scelta di un successore al patriarca di Gerusalemme, che fu il predecessore di Pietro, Alberto da Vercelli. Alberto scelse Pietro e Innocenzo lo informò il 5 marzo 1209 che era stato trasferito da Ivrea ad Antiochia. Prima di lasciare Ivrea, Pietro fece alcune donazioni al capitolo della cattedrale. Partì nel maggio o giugno 1209 e si fermò a Roma durante il suo viaggio. Lì Innocenzo gli affidò lettere indirizzate al capitolo della cattedrale di Antiochia, al clero del patriarcato e alla guarnigione del castello di Cursat.

### Patriarca di Antiochia
Innocenzo III lodò Pietro per aver accettato il patriarcato di Antiochia per "amore e virtù dell'obbedienza" piuttosto che per avanzamento mondano, ambizione o prestigio. Ad Antiochia, Pietro trovò la successione contesa irrisolta con Boemondo nell'effettivo controllo del principato. Un arbitrato previsto nell'agosto del 1210 non andò mai a buon fine perché Sicardo di Cremona, uno degli arbitri, non riuscì a raggiungere l'oriente.
Per dirimere la contesa sulla successione, Pietro si mise in contatto con l'emiro di Aleppo, al-Malik al-Ẓāhir Ghāzī. Il 7 giugno 1211, per promuovere questa iniziativa, il papa scrisse ad al-Ẓāhir Ghāzī lodando Pietro. L'emiro di Aleppo non era però neutrale, bensì un nemico del re d'Armenia. Il re aveva disposto l'elezione di un patriarca rivale, deposto da Alberto di Gerusalemme per ordine del papa. In questa situazione il papa scrisse a Pietro per incoraggiarlo alla fermezza. Il 26 settembre 1212 il papa scrisse nuovamente per esprimere a Pietro la sua piena fiducia.
Dal 1213 in poi non si hanno più informazioni sul patriarcato di Pietro. Fu rappresentato al Concilio Lateranense IV da un suffraganeo, il vescovo di Tortosa, per probabile vecchiaia o malattia. La data della sua morte è riportata al 2 settembre nel necrologio di Lucedio ed è noto che l'elezione del suo successore avvenne entro il 31 agosto 1217, quando papa Onorio III annullò la scelta di Pelagio d'Albano e ordinò una nuova elezione. La morte di Pietro deve essere quindi avvenuta il 2 settembre 1216.